# 糸割符由緒書
糸割符由緒書（いとわっぷゆいしょがき）は、江戸時代に糸割符に与った大都市の糸割符仲間が糸割符参加の由来について記した由緒書。

## 概要
江戸幕府に報告するために作成されたとされ、現存する由緒書の多くはその写しである。糸割符の主要な構成員であった5都市（江戸・京都・大坂・堺・長崎）のそれぞれで、必要に応じて随時作成されたと考えられている。その内容は糸割符とそれに伴う特権が、徳川家康から与えられたものであることと公儀に対する数々の貢献に由来することを強調し、特権維持の正当性を主張するという基調がどの本にも共通していることが特徴である。仲間商人が特権を与えられた1604年（慶長9年）から1815年（文化12年）までの間を記す。